# Maršál Francie

Hodnostní označení maršála

Maršál Francie (fr. Maréchal de France), je v moderní francouzské armádě spíše čestným titulem udělovaným generálům za výjimečné úspěchy než vojenskou hodností. Svého času býval maršál Francie jedním z nejvyšších důstojníků v království, a to jak za starého režimu, tak za restaurace Bourbonů. V období císařství pak byl titul maršál Francie pozměněn na maršála císařství.
Maršál nosí nárameníky se sedmi hvězdami, a při svém jmenováním obdrží maršálskou hůl – modrý válec s hvězdami, v době monarchie s fleurs-de-lis (stylizované lilie, znak francouzských králů) a za období císařství s orly a včelami. Na holi je latinský nápis: "Terror belli, decus pacis." (Strach za války, ozdoba v míru).
Pouze šesti maršálům ve francouzské historii byl udělen titul ještě vyšší – vrchní maršál Francie: Biron, Lesdiguières, Turenne, Villars, de Saxe a Soult.

## Maršálové císařství[1]
- Louis-Alexandre Berthier, kníže z Neuchâtelu, Wagramu a vévoda z Valanginu, maršálem císařství od roku 1804
- Joachim Murat, princ císařství, velkovévoda z Bergu a Cléve, král neapolský, maršálem císařství od roku 1804
- Bon-Adrien-Jeannot de Moncey, vévoda z Conégliana, maršálem císařství od roku 1804
- Jean-Baptiste Jourdan, hrabě z Jourdan, maršálem císařství od roku 1804
- André Masséna, vévoda z Rivoli, kníže z Esslingu, maršálem císařství od roku 1804
- Charles Pierre François Augereau, vévoda z Castiglione, maršálem císařství od roku 1804
- Jean Baptiste Jules Bernadotte, kníže z Pontecorvo, král Švédský a Norský (od roku 1818 pod jménem Karel XIV.), maršálem císařství od roku 1804
- Guillaume Marie Anne Brune, hrabě z Brune, maršálem císařství od roku 1804
- Nicolas Jean de Dieu Soult, vévoda dalmátský, maršálem císařství od roku 1804, vrchní maršál císařství v roce 1847
- Jean Lannes, vévoda z Montebella, maršálem císařství od roku 1804
- Édouard Adolphe Casimir Joseph Mortier, vévoda z Trevisa, maršálem císařství od roku 1804
- Michel Ney, vévoda z Elchingenu, kníže moskevský, maršálem císařství od roku 1804
- Louis-Nicolas Davout, vévoda z Auerstädtu, kníže z Eckmühlu, maršálem císařství od roku 1804
- Jean-Baptiste Bessières, vévoda z Istrie, maršálem císařství od roku 1804
- François-Christophe de Kellermann, vévoda z Valmy, maršálem císařství od roku 1804
- François-Joseph Lefebvre, vévoda z Gdaňsku (Danzigu), (1755–1820), maršálem císařství od roku 1804 (čestný titul)
- Dominique Catherine de Pérignon, markýz z Grenady, maršálem císařství od roku 1804 (čestný titul)
- Jean-Mathieu-Philibert Sérurier, hrabě Sérurier, maršálem císařství od roku 1804 (čestný titul)
- Claude Victor, vévoda z Bellune, maršálem císařství od roku 1807
- Jacques MacDonald, vévoda z Tarentu, maršálem císařství od roku 1809
- Charles Nicolas Oudinot, vévoda z Reggia, maršálem císařství od roku 1809
- Auguste Marmont, vévoda z Ragusy, maršálem císařství od roku 1809
- Louis Gabriel Suchet, vévoda z Albufera, maršálem císařství od roku 1811
- Laurent, markýz Gouvion Saint-Cyr, markýz Gouvion-Saint-Cyr, maršálem císařství od roku 1812
- Józef Antoni Poniatowski, kníže Poniatowski, maršálem císařství od roku 1813
- Emmanuel de Grouchy, markýz de Grouchy, maršálem císařství od roku 1815